# 王氏 (崇义夫人)
王氏（?—?），唐朝初年梓州郪县（今四川省三台县）女性人物，魏衡之妻。
羌族豪强旁企地（房企地、旁仚地）率部归附薛举，薛举父子信用倚任他。武德元年（618年），浅水原之战，秦王李世民击灭薛仁果，旁企地降唐，留在长安。他后来又不满，率几千部下反唐，进入南山，出汉川，所经烧杀抢掠。武候大将军庞玉击败旁企地。旁企地至始州，抢了王氏，将她强逼为妻。魏衡想要献城响应旁企地。旁企地率军侵犯梁州，未至在城外数十里，二人一同喝醉了躺在野外。王氏拔出旁企地的佩刀，割下旁企地的头送到梁州，旁企地的部下于是溃散。唐高祖非常高兴，下诏封王氏为崇义夫人，免去魏衡同谋之罪。